# Blacksta, Jumkils socken
Blacksta är en by i Jumkils socken, Uppsala kommun.
Byn omtalas första gången 1322, då en Rörik i byn var faste vid ett köpekontrakt. 1376 innehade Uppsala domkyrkas fabricia en gård i byn. Gården tillföll 1536 Gustav Vasa som arv och eget. Därutöver upptas i årliga räntan från 1540 två frälsehemman (1562 tillhöriga Nils Ryning), som Anna Bengtsdotter (Lillie) erhållit i arv efter biskop Mats Gregersson (död 1520). Enligt en på 1540-talet upprättad förteckning utgjorde Blacksta ett eget rättardöme med rättaren Lasse i Blacksta som rättare.